# Internacionales de Francia 2017
Internacionales de Francia de 2017 fue una competición internacional de patinaje artístico sobre hielo, la quinta del Grand Prix de patinaje artístico sobre hielo de la temporada 2017-2018. Organizada por la Federación Francesa de Deportes sobre Hielo, tuvo lugar en Grenoble, entre el 17 y el 19 de noviembre de 2017. Se realizaron competiciones en las modalidades de patinaje individual masculino, femenino, patinaje en parejas y danza sobre hielo, y sirvió como clasificatorio para la Final del Grand Prix de 2017.
Los patinadores franceses Gabriela Papadakis y Guillaune Cizeron lograron las mejores puntuaciones hasta la fecha en la danza libre y la combinada.

## Resultados

### Patinaje individual masculino
| Clasificación | Nombre              | País           | Total  | Programa corto | Programa corto | Programa libre | Programa libre |
| ------------- | ------------------- | -------------- | ------ | -------------- | -------------- | -------------- | -------------- |
| 1             | Javier Fernández    | España         | 283,71 | 1              | 107,86         | 2              | 175,85         |
| 2             | Shoma Uno           | Japón          | 273,32 | 2              | 93,92          | 1              | 179,40         |
| 3             | Misha Ge            | Uzbekistán     | 258,34 | 6              | 85,41          | 3              | 172,93         |
| 4             | Aleksandr Samarin   | Rusia          | 253,13 | 3              | 91,51          | 4              | 161,62         |
| 5             | Alexei Bychenko     | Israel         | 247,44 | 5              | 86,79          | 5              | 160,65         |
| 6             | Moris Kvitelashvili | Georgia        | 240,50 | 4              | 86,98          | 8              | 153,52         |
| 7             | Max Aaron           | Estados Unidos | 237,20 | 8              | 78,64          | 6              | 158,56         |
| 8             | Denis Ten           | Kazajistán     | 228,57 | 7              | 83,70          | 10             | 144,87         |
| 9             | Vincent Zhou        | Estados Unidos | 222,21 | 10             | 66,12          | 7              | 156,09         |
| 10            | Kévin Aymoz         | Francia        | 220,43 | 9              | 70,00          | 9              | 150,43         |
| 11            | Romain Ponsart      | Francia        | 198,12 | 11             | 63,81          | 11             | 134,31         |

### Patinaje individual femenino
| Clasificación | Nombre                  | País           | Total  | Programa corto | Programa corto | Programa libre | Programa libre |
| ------------- | ----------------------- | -------------- | ------ | -------------- | -------------- | -------------- | -------------- |
| 1             | Alina Zagitova          | Rusia          | 213,80 | 5              | 62,46          | 1              | 151,34         |
| 2             | Mariya Sótskova         | Rusia          | 208,78 | 2              | 67,79          | 2              | 140,99         |
| 3             | Kaetlyn Osmond          | Canadá         | 206,77 | 1              | 69,05          | 4              | 137,72         |
| 4             | Mai Mihara              | Japón          | 202,12 | 4              | 64,57          | 5              | 137,55         |
| 5             | Elizabet Tursynbayeva   | Kazajistán     | 200,98 | 6              | 62,29          | 3              | 138,69         |
| 6             | Yūna Shiraiwa           | Japón          | 193,18 | 3              | 66,05          | 6              | 127,13         |
| 7             | Nicole Schott           | Alemania       | 172,39 | 10             | 55,54          | 7              | 116,85         |
| 8             | Maé-Bérénice Méité      | Francia        | 171,40 | 8              | 58,96          | 9              | 112,44         |
| 9             | Yelizaveta Tuktamysheva | Rusia          | 167,65 | 11             | 53,03          | 8              | 114,62         |
| 10            | Polina Edmunds          | Estados Unidos | 157,77 | 9              | 56,31          | 10             | 101,46         |
| 11            | Laurine Lecavelier      | Francia        | 154,35 | 7              | 60,68          | 11             | 93,67          |

### Patinaje en parejas
| Clasificación | Nombre                                  | País           | Total  | Programa corto | Programa corto | Programa libre | Programa libre |
| ------------- | --------------------------------------- | -------------- | ------ | -------------- | -------------- | -------------- | -------------- |
| 1             | Yevguéniya Tarásova / Vladímir Morózov  | Rusia          | 218,20 | 1              | 77,84          | 2              | 140,36         |
| 2             | Vanessa James / Morgan Ciprès           | Francia        | 214,32 | 2              | 73,18          | 1              | 141,14         |
| 3             | Nicole Della Monica / Matteo Guarise    | Italia         | 197,59 | 3              | 70,85          | 3              | 126,94         |
| 4             | Liubov Ilyushechkina / Dylan Moscovitch | Canadá         | 193,07 | 4              | 66,36          | 4              | 126,71         |
| 5             | Peng Cheng / Jin Yang                   | China          | 188,14 | 5              | 62,40          | 5              | 125,74         |
| 6             | Marissa Castelli / Mervin Tran          | Estados Unidos | 177,15 | 6              | 58,99          | 6              | 118,16         |
| 7             | Lola Esbrat / Andrei Novoselov          | Francia        | 146,72 | 7              | 51,90          | 7              | 94,82          |
| 8             | Zoe Jones / Christopher Boyadji         | Reino Unido    | 130,43 | 8              | 44,59          | 8              | 85,84          |

### Danza sobre hielo
| Clasificación | Nombre                                  | País           | Total  | Danza corta | Danza corta | Danza libre | Danza libre |
| ------------- | --------------------------------------- | -------------- | ------ | ----------- | ----------- | ----------- | ----------- |
| 1             | Gabriella Papadakis / Guillaume Cizeron | Francia        | 201,98 | 1           | 81,40       | 1           | 120,58      |
| 2             | Madison Chock / Evan Bates              | Estados Unidos | 181,85 | 2           | 73,55       | 2           | 108,30      |
| 3             | Aleksandra Stepanova / Iván Bukin       | Rusia          | 177,24 | 3           | 70,02       | 4           | 107,22      |
| 4             | Kaitlyn Weaver / Andrew Poje            | Canadá         | 176,97 | 5           | 68,94       | 3           | 108,03      |
| 5             | Charlène Guignard / Marco Fabbri        | Italia         | 171,01 | 4           | 69,73       | 5           | 101,28      |
| 6             | Angélique Abachkina / Louis Thauron     | Francia        | 155,55 | 8           | 59,81       | 6           | 95,74       |
| 7             | Elliana Pogrebinsky / Alex Benoit       | Estados Unidos | 154,14 | 6           | 60,64       | 7           | 93,50       |
| 8             | Natalia Kaliszek / Maksym Spodyriev     | Polonia        | 147,77 | 9           | 58,58       | 8           | 89,19       |
| 9             | Alla Loboda / Pavel Drozd               | Rusia          | 145,85 | 7           | 60,43       | 9           | 85,42       |
| 10            | Lorenza Alessandrini / Pierre Souquet   | Francia        | 134,28 | 10          | 54,07       | 10          | 80,21       |